# Stefan (Kawtaraszwili)
Stefan, imię świeckie Andriej Łabazowicz Kawtaraszwili (ur. 16 maja 1971 w Urazowskim) – biskup Rosyjskiego Kościoła Prawosławnego.

## Życiorys
W 1991, po odbyciu służby wojskowej, wstąpił do seminarium duchownego w Stawropolu. Będąc jego słuchaczem, złożył 22 kwietnia 1994 wieczyste śluby mnisze przed biskupem wieriejskim Eugeniuszem. 26 kwietnia tego samego roku w soborze św. Andrzeja w Stawropolu przyjął święcenia diakońskie z rąk biskupa bakińskiego Walentego. Od maja 1994 na stałe służył w tymże soborze.
Od czerwca 1996 był starszym asystentem inspektora seminarium duchownego w Stawropolu, wykładał również w tejże szkole ustaw cerkiewny. W 1997 otrzymał godność archidiakońską. Począwszy od 2001 służył w eparchii jekaterinodarskiej, początkowo w cerkwi św. Mikołaja w Jejsku, a następnie w soborze św. Katarzyny w Krasnodarze. 25 grudnia 2001 metropolita jekaterynodarski i kubański Izydor wyświęcił go na kapłana i skierował do pracy duszpasterskiej w cerkwi św. Michała Archanioła w stanicy Oktiabrskiej. W latach 2004–2007 budował na potrzeby parafii w Oktiabrskiej nową świątynię. W 2007 otrzymał godność ihumena. Przez cztery kolejne lata kierował budową cerkwi Zaśnięcia Matki Bożej w stanicy Pawłowskiej, od 2008 kierując także dekanatem tichorieckim eparchii jekaterynodarskiej.
W 2004 ukończył wyższe studia teologiczne w Kijowskiej Akademii Duchownej.
Nominację biskupią otrzymał na posiedzeniu Świętego Synodu Rosyjskiego Kościoła Prawosławnego w dniach 25–26 grudnia 2013. W związku z tym 31 grudnia 2013 otrzymał godność archimandryty. 25 lutego 2014 w soborze Objawienia Pańskiego w Moskwie patriarcha moskiewski i całej Rusi Cyryl wyświęcił go na biskupa tichorieckiego i korienowskiego.